# 程亚军
程亚军（1951年12月—），男，汉族，辽宁大洼人，中华人民共和国政治人物，曾任中共营口市委书记，辽宁省政协副主席。